# Granice Czech
Granice Czech – Czechy są państwem w środkowej Europie, bez dostępu do morza. Graniczą od zachodu z Niemcami, od południa z Austrią, od wschodu ze Słowacją i od północy z Polską.
Wspomniane granice powstały 1 stycznia 1993 roku, po rozpadzie Czechosłowacji i utworzeniu Czech. Wcześniej granice z Niemcami, Austrią i Polską stanowiły granice Czechosłowacji.
Łącznie długość granic wynosi 2289 km.

## Obecne granice
| Kraj     | Długość   | uwagi                                                                                                  |
| -------- | --------- | --- |
| Austria  | 460 379 m | wcześniej granica austriacko-czechosłowacka                                                            |
| Niemcy   | 818 949 m | wcześniej granica Czechosłowacji z Niemcami Zachodnimi i z NRD (1949-1990) oraz z Niemcami (1990-1992) |
| Polska   | 795 781 m | wcześniej granica polsko-czechosłowacka                                                                |
| Słowacja | 251 763 m | powstała po podziale Czechosłowacji                                                                    |